# Derby Midland
Derby Midland – główny dworzec kolejowy w Derby, w Anglii. Ma 4 perony i obsługuje ok. 2 952 348 pasażerów rocznie (dane za rok 2021/2022).